# Olaf Thon
Olaf Thon (Gelsenkirchen, 1966. május 1. –) világbajnok német labdarúgó, középpályás, hátvéd, edző.

## Pályafutása

### Klubcsapatban
1972-ben az STV Horst-Emscher csapatában kezdte a labdarúgást. 1980-ban igazolta le a Schalke 04, ahol 1983-ig a korosztályos csapatokban szerepelt, majd 17 évesen bemutatkozott az első csapatban, amely akkor a másodosztályban szerepelt. Azonnal meghatározó játékosa lett az együttesnek. 38 mérkőzésen 14 gólt szerzett és ezzel hozzásegítette a Schalkét az élvonalba jutáshoz. 1984. augusztus 24-én mutatkozott be az élvonalban a Borussia Mönchengladbach ellen, ahol csapata 3–1 vereséget szenvedett. 1988-ig három élvonalbeli idényen át játszott a gelsenkircheni csapatban, 157 bajnoki mérkőzésen 56 gólt szerzett és csak ritkán hiányzott a kezdő csapatból. 1988 nyarán az Bayern Münchenhez szerződött az Internazionale-hoz  szerződő Lothar Matthäus helyére. A bajor csapatnál hat idényt töltött. Az első két és az utolsó idényben bajnoki címet nyert az együttessel. 1994-ben 28 évesen visszatért a Schalkéhoz. Ebben az időszakban két német kupa és egy UEFA-kupa győzelemhez segítette csapatát. Pályafutása utolsó éveiben több sérüléssel bajlódott. Utolsó két szezonjában mindössze kilenc bajnoki mérkőzésen szerepelt. 2002 júniusában 36 évesen visszavonult az aktív labdarúgástól. Összesen 443 Bundesliga mérkőzésen szerepelt és 82 gólt szerzett. 2009 augusztusáig marketing menedzserként dolgozott volt klubjánál.

### A válogatottban
1984 és 1998 között 52 alkalommal szerepelt a német válogatottban és három gólt szerzett. 1984. december 16-án debütált a Málta elleni világbajnoki-selejtezőn. A szünet után a második félidőben lépett pályára és 3–2-re nyert a nyugatnémet válogatott. Részt vett az 1986-os mexikói világ- és az 1988-as hazai Európa-bajnokságon. Tagja volt az 1990-es világbajnok csapatnak Olaszországban. Folyamatos sérülések miatt kimaradt az 1994-es világbajnoki, az 1992-es és az 1996-os Európa-bajnoki keretből, de 1998-ban még egyszer tagja volt a világbajnokságon részt vevő csapatnak. 1983 és 1984 között tíz alkalommal szerepelt az U18-as válogatottban és négy gólt szerzett. 1984–85-ben háromszoros U21-es válogatott volt és két gólt ért el.

### Edzőként
2010. február 1-jén Thon megállapodott a VfB Hüls csapatával és vezetőedzőként dolgozott április 3-tól a klubnál egészen 2011-ig.

## Sikerei, díjai
NSZK
- Világbajnokság
  - világbajnok: 1990, Olaszország
  - ezüstérmes: 1986, Mexikó
- Európa-bajnokság
  - bronzérmes: 1988, NSZK

 Bayern München
- Német bajnokság (Bundesliga)
  - bajnok: 1988–89, 1989–90, 1993–94
  - 2.: 1990–91, 1992–93
- Nyugatnémet szuperkupa (DFL-Supercup)
  - győztes: 1990

 Schalke 04
- Német bajnokság (Bundesliga)
  - 2.: 2000–01
- Német kupa (DFB-Pokal)
  - győztes: 2001, 2002
- Német ligakupa (DFB-Ligapokal)
  - döntős: 2001
- UEFA-kupa
  - győztes: 1996–97